# علی‌مردان‌خان بختیاری
علی‌مردان‌خان بختیاری  (زاده ۱۲۷۱ چنارود فریدن - درگذشته ۱۳۱۳ زندان قصر) از سرداران ایل بختیاری بود، که با حکومت پهلوی اول از سال ۱۳۰۸ تا ۱۳۱۳ به مدت ۵ سال جنگید و به دستور رضاشاه در زندان قصر به جرم شورش و تجزیه طلبی در مقابل دولت مرکزی اعدام شد.

## پیشینه
علی‌مردان خان از باب محمود صالح و شاخه چهارلنگ بود. مادرش؛ بی‌بی مریم بختیاری دختر حسینقلی خان ایلخانی بختیاری در جنگ اول جهانی علیه نیروهای اشغالگر روس و انگلیس جنگید. علیمردان خان در قلعه بارده و یا چنارود فریدن متولد شد.
پدرش در جوانی در اثر توطئه‌ای فامیلی کشته شد. علی‌مردان خان، کودکی خود را نزد مادربزرگ مادری‌اش، بی‌بی فاطمه چهارلنگ کیانرثی و همچنین دایی‌های خود، علیقلی‌خان سردار اسعد و سردار ظفر گذراند و به مکتب رفت.
در جوانی، از سواران بختیاری در قیام مشروطه بود. در سال ۱۳۰۲ خورشیدی بعد از مجزا شدن طوایف چهارلنگ از هفت لنگ به همراه برادر خود محمدعلی خان، به عنوان رؤسای این طایفه تعیین گردیدند. علیمردان خان پس از چندی علیه دولت رضاشاه شورید که باعث تصرف شهرکرد و شمال خوزستان گردید اما نهایتاً با تهاجم ارتش و دخالت دیگر خوانینِ بختیاری پس از یکسال جنگ در فرخ شهر، حاضر به تسلیم شد و به زندان قصر منتقل گردید. سرانجام در سپیده‌دم سال ۱۳۱۳ خورشیدی در برابر جوخه اعدام قرار گرفت.

## در کلام نویسندگان
درسپیده دم یکی از روزهای اسفند ۱۳۱۳ حیاط زندان، در وسط سنگفرش حیاط چوبه داری دیده می‌شد؛ که در فاصله معینی تعدادی نظامی مسلح در حالی که تفنگ‌های خود را آماده شلیک می‌کردند، جهت اجرای مأموریت حکم اعدام صف کشیده بودند؛ زیرا علیمردان خان بختیاری محکوم به مرگ شده بود.
سید جعفر پیشه‌وری از قول یکی از زندانبانان که شاهد اعدام آن سرکرده بختیاری بود می‌نویسد: در آخرین لحظاتی که می‌خواستند وی را به چوبه دار ببندند، کلاه پهلوی خود را به نشان نفرت از رژیم پهلوی مچاله کرد و دور انداخت و صدای رسایش که می‌گفت زنده باد ایران و آزادی با صفیر چند گلوله خاموش شد و لحظاتی بعد جسد بی جان مردی که دلی چون شیر و عزمی پولادین داشت و در میدان‌های جنگ هیچ رزمنده‌ای پشت او را ندیده بود، دمر به پای چوبه دار بر زمین در غلتید.

## نامه علی‌مردان خان به ریاست مجلس شورای ملی
از اسناد مهم تاریخ معاصر ایران در موضوع روابط بختیاری‌ها، نامه‌ها و شکایاتی است که علی‌مردان خان بختیاری به ریاست مجلس شورای ملی نگاشته‌است. اصل نامه‌ها در مرکز اسناد مجلس شورای اسلامی نگهداری می‌شود. علی‌مردان خان در این شکواییه بر چند نکته و موضوع تأکید و اشاره کرده‌است:
1. ظلم و ستم فراوان خوانین به بختیاری‌ها و استثمار بیرحمانه مردم
2. وابستگی خوانین به اجانب و بیگانگان
3. بی اعتنایی برخی خوانین به اصول مشروطیت و عدالتخواهی.

متن خلاصه شده و اعتراضات او نیز بدین شرح است:
چند نفر از خوانین هفت لنگ که زمامدار حکومت بختیاری بوده و در هر واقعه خود را جلو انداخته و قائد و زعیم ایل بوده‌اند، با اینکه خود مصدر هیچ خدمتی نبوده‌اند و در هر موقع جز خیانت ، چیزی از آنان مشهود نگردید، سالهای دراز حکومت و وزارت و مشاغل مهم مملکتی را به عنوان مزد خدمت، اشغال و از ظلم، تعدی، غارت و ضبط دارایی ملت فرونگذاشته، نه تنها ایل بختیاری را از هستی ساقط بلکه مجاهدات و خدمات آنها را بی‌نتیجه، شرافت و آبروی آنها را به واسطه عملیات خائنانه تضییع نمودند. فقط مطلبی که بر وکلا معظم پوشیده و مخفی است، همانا رفتار ظالمانه و حرکات شقاوت کارانه‌ایست که نسبت به ایل و طوایف بیچاره ما آورده که قلم از تحریر آن عاجز است. بیچاره ایل بختیاری از اثر ظلم و تعدی آنها نه مال دارد نه جان نه اختیار نه اراده. از کلیه حقوق زندگی عادی بی‌نصیب است. عده از ایل بختیاری از فرط بیچارگی، برای سد جوع در هوای گرم عربستان، در مقابل جزئی روزی در معادن نفت به کارهای سخت مشغول هستند.

## اشعار در مورد شیر علی‌مردان خان
حسن پزشکیان:
برگ بلوط‌ها از پِشِنگه باروت
مُشبک است
آن کیست
راه بر نفسِ تنگه بسته؟
آن کیست
رِکه کرده
از کُچه بلند؟
وقتی دهان سنگرش از چهچهٔ گلوله تهی ماند
دلم رُمبید
که را دلی است که در نعش شیر علی نگاه کند؟
آن سوی سنگ پوزه‌های مورب
آن سوی آفتاب
آنجا که کرکسان
قیقاج می‌زنند
مگر نعش شیر علی افتاده‌است؟
که را دلی است که در نعش او نگاه کند؟
جز بی عروس
که توریِ سپید را
از سر هنوز نگشوده‌است؟
بی عروس!
نعش شیر علی را
از زیر آفتاب
بردار

### مرثیه بختیاری
تفنگ علیمردون هم باز صدا کرد سرهنگ کُله پوستی هنگ بِلا کرد
تفنگ علیمردون هم باز قُرمنید سرهنگ کله پوستی چادر رُمنید
بی عروس کل ایزنه کل بساکی سَنگران خین گِرِد تا کفت خاکی
بی عروس تو کل بزن کل بساکی تفنگچی زِ مَمصالح سُوار ز راکی
شُمشیر علیمردون طلای بی غَش به زمین بِرچ ایزنه به آسمون تَش
نظامی کله پوستی لنگا مَلاری نی تری جنگ بُکُنی وا بختیاری
طیاره بال بال کنه سر کوه وِردُون اسم شانه کور کنه شیر علی مردون
طیاره بال بال کنه سر کوه فردون شُمشیرم به گِـل زنم سی کل ایرون
دودر گل سی کشتنم پلان بریدن گویلم ز داغ مو کمر بریدن
بالونا بالا هوا بالا تنیده ددویل محمد علی پلا بریده
کُجه تیپ کُجه سپاه کُجه فراشُم ره بدین دام و ددوم بیان سر لاشم